# Sergio Aispurúa
Sergio Daniel Aispurúa (Ciudadela, 10 ottobre 1964) è un ex cestista argentino.

## Carriera
Con l'Argentina ha disputato i Campionati mondiali del 1986 e due edizioni dei Campionati americani (1988, 1999).